# Szigeti homokok
Szigeti homokok este o arie protejată (arie specială de conservare — SAC, sit de importanță comunitară — SCI) din Ungaria întinsă pe o suprafață de 848,9 ha, integral pe uscat.

## Localizare
Centrul sitului Szigeti homokok este situat la coordonatele 47°38′43″N 19°05′55″E / 47.6453°N 19.0986°E.

## Înființare
Situl Szigeti homokok a fost declarat sit de importanță comunitară în mai 2004 pentru a proteja 2 specii de plante și 6 specii de animale. Situl a fost protejat și ca arie specială de conservare în februarie 2010.

## Biodiversitate
Situată în ecoregiunea panonică, aria protejată conține 7 habitate naturale: Râuri cu maluri nămoloase cu vegetație de Chenopodion rubri p.p. și Bidention p.p., Pajiști stepice subpanonice, Pajiști aluvionare inundabile, de Cnidion dubii, Păduri mixte riverane de Quercus robur, Ulmus laevis și Ulmus minor, Fraxinus excelsior sau Fraxinus angustifolia, de-a lungul marilor râuri (Ulmenion minoris), Păduri aluvionare cu Alnus glutinosa și Fraxinus excelsior (Alno-Padion, Alnion incanae, Salicion albae), Stepe panonice nisipoase, Păduri stepice euro-siberiene cu Quercus spp..
La baza desemnării sitului se află mai multe specii protejate:
- plante (2): Colchicum arenarium, Iris humilis subsp. arenaria
- amfibieni (1): buhai de baltă cu burta roșie (Bombina bombina)
- mamifere (2): liliac comun (Myotis myotis), popândău (Spermophilus citellus)
- nevertebrate (3): Bolbelasmus unicornis, Carabus hungaricus, rădașcă (Lucanus cervus)

Pe lângă speciile protejate, pe teritoriul sitului au mai fost identificate 5 specii de plante, 3 specii de păsări, 2 specii de amfibieni, 2 specii de nevertebrate, 3 specii de reptile.